# Temporada 1982-1983 del Club Joventut Badalona
La temporada 1982-1983 va ser la 44a temporada en actiu del Club Joventut Badalona des que va començar a competir de manera oficial. La Penya va disputar la seva 27a temporada consecutiva a la màxima categoria del bàsquet espanyol, acabant la fase regular en la setena posició, dues posicions per sota de l'aconseguida a la temporada anterior. L'equip també va arribar a quarts de final de la Copa Korac, i va caure a quarts a la Copa del Rei. També va ser finalista de la Lliga catalana.

## Resultats
Copa Korac
A la Copa Korac l'equip va quedar eliminat en la lligueta de quarts de final.
Lliga espanyola
A la lliga espanyola finalitza en la setena posició de 14 equips participants. En 26 partits disputats va obtenir un bagatge de 14 victòries, 1 empat i 11 derrotes, amb 2.394 punts a favor i 2.434 en contra (-40).
Copa del Rei
En aquesta edició de la Copa del Rei el Joventut va arribar fins a la ronda de quarts de final, en la que va quedar eliminat pel Reial Madrid. Prèviament, a vuitens de final havia eliminat el CB CAI Zaragoza.
Lliga catalana
La Penya va quedar primera al seu grup de semifinals de la Lliga catalana, classificant-se per disputar la final al Palau d'esports de Barcelona. Va perdre la final davant el FC Barcelona.

## Plantilla
La plantilla del Joventut aquesta temporada va ser la següent:
| Club Joventut Badalona: plantilla 1982-83 |
| Jugadors                                  |
| Josep Maria Margall                       |
| Jordi Villacampa                          |
| Josep Antoni Montero                      |
| Gonzalo Sagi-Vela                         |
| Charly López Rodríguez                    |
| Eric Bartolomé                            |
| Xavier Rodríguez "Rodri"                  |
| Antón Soler                               |
| Ramón Oliver                              |
| Xavier Ibáñez                             |
| Xavier Tres                               |
| Jack Schrader                             |
| Andre Gaddy                               |
| Entrenador                                |
| Jack Schrader                             |